# جونغ شان
جونغ شان (في اللغة الصينية: 钟山; في نظام بينيين: zhōng shān؛ من مواليد أكتوبر 1955) هو سياسي صيني ومدير تنفيذي للأعمال، شغل منصب وزير التجارة في جمهورية الصين الشعبية من فبراير 2017 إلى ديسمبر 2020.

## المسيرة المهنية
ولد جونغ شان في مقاطعة شانغيو، اقليم جيجيانغ، وانضم للعمل في عام 1972. كانت وظيفته الأولى رئيس قسم في شركة جيجيانغ لاستيراد وتصدير الغزل والنسيج. في عام 1998، شغل منصب مدير التجارة الخارجية وإدارة التعاون الاقتصادي في اقليم جيجيانغ. وشغل منصب نائب حاكم مقاطعة جيجيانغ منذ عام 2003.
في عام 2008، تم تعيينه نائبا لوزير التجارة. في مارس 2013، تم تعيينه ممثلًا تجاريًا دوليًا للصين (على مستوى وزير).  في فبراير 2017، تم تعيين جونغ وزيرًا للتجارة من قبل اللجنة الدائمة للمجلس الوطني لنواب الشعب. 
كان جونغ مع نائب رئيس مجلس الدولة ليو هي يشهدان توقيع أول صفقة تجارية مع الرئيس الأمريكي دونالد ترامب في يناير 2020.  